# Ovidiu Hațegan
Ovidiu Alin Hațegan (Arad, 17 luglio 1980) è un arbitro di calcio rumeno.

## Carriera
Arbitro dal 1996, approda in Liga I (la massima divisione rumena) nel 2006, campionato in cui, dato aggiornato a novembre 2018, ha diretto oltre 230 partite.
Dal 1º gennaio 2008 è internazionale.
Dopo le prime designazioni in turni preliminari di Coppa UEFA ed Intertoto, la sua prima esperienza importante a livello internazionale è rappresentata dalla partecipazione all'Europeo Under 19 del 2009, disputatosi in Ucraina. In questa competizione ha diretto due partite della fase a gironi.
Successivamente, nell'agosto 2010 arbitra un play-off di Europa League.
Nel 2011 ottiene due partite di qualificazione tra nazionali maggiori agli Europei del 2012, e anche un'amichevole. Nel settembre dello stesso anno arriva l'esordio nella fase a gironi dell'Europa League. Pochi mesi dopo, nel dicembre dello stesso anno, l'arbitro rumeno esordisce anche nella fase a gironi della Champions League, dirigendo un match dell'ultima giornata tra i ciprioti dell'APOEL Nicosia e gli ucraini dello Shakhtar Donetsk.
Nel giugno 2013 è selezionato dall'UEFA per dirigere agli Europei under 21 in Israele.. In questa competizione dirige due partite della fase a gironi e una semifinale, quest'ultima tra Italia ed Olanda.
Nel marzo 2015 viene resa nota dalla FIFA la sua convocazione al Mondiale Under 20, in programma tra maggio e giugno 2015 in Nuova Zelanda.
Il 15 dicembre 2015 viene ufficialmente selezionato per gli europei del 2016 in Francia e il 2 maggio 2016 arriva la nomina per dirigere anche al Torneo Olimpico maschile di Rio de Janeiro 2016. 
Agli europei di Francia 2016 Viene designato nella fase a gironi del torneo per arbitrare il match tra Polonia e Irlanda del Nord, che apre il gruppo C, vinto poi 1-0 dalla Polonia, e per uno dei due match conclusivi del girone E, tra Italia e Irlanda. Termina la sua esperienza prima della fase ad eliminazione diretta.
Ai Giochi Olimpici di Rio De Janeiro debutta il 7 agosto dirigendo nel primo turno, seconda gara (Gruppo A) a Brasilia l'incontro tra i padroni di casa del Brasile e l'Iraq, entrambi reduci da uno 0 a 0 nei loro match inaugurali del torneo.
Seconda designazione decisamente prestigiosa per l'arbitro romeno: sua la direzione il 17 agosto al "Maracanà" di Rio della semifinale tra il Brasile e l'Honduras, vinta nettamente dai padroni di casa per 6 a 0.
Nel maggio 2017 viene designato, per la prima volta in carriera, per una semifinale di UEFA Europa League. Nell'occasione dirige la gara di ritorno della sfida tra Manchester United e Celta de Vigo.
Nel novembre 2017 è designato dalla FIFA per dirigere un play off UEFA valido per l'accesso ai mondiali di Russia 2018, nello specifico la gara d'andata tra le nazionali di Irlanda del Nord e Svizzera. Nel 2019 dirige tre gare della fase play off dell’Europa League un ottavo, il quarto tra Napoli e Arsenal e la semifinale di ritorno tra Chelsea e Eintracht.
Nel 2021 dirige il quarto di finale di Champions League tra Manchester City e Borussia Dortmund. Viene convocato dalla uefa per Euro 2020 dove dirige due gare della fase a gironi Polonia-Slovacchia e Italia-Galles.